# Otto Suhr

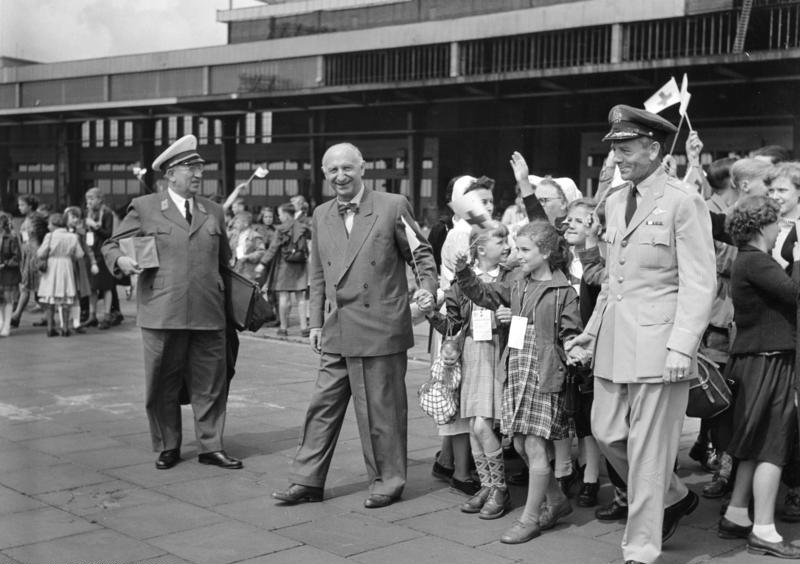
Otto Suhr (Bildmitte), 1955

Otto Ernst Heinrich Hermann Suhr (* 17. August 1894 in Oldenburg (Oldb); † 30. August 1957 in West-Berlin) war ein deutscher Politiker der SPD, Mitglied des Parlamentarischen Rates und vom 11. Januar 1955 bis zu seinem Tod Regierender Bürgermeister von Berlin.

## Leben

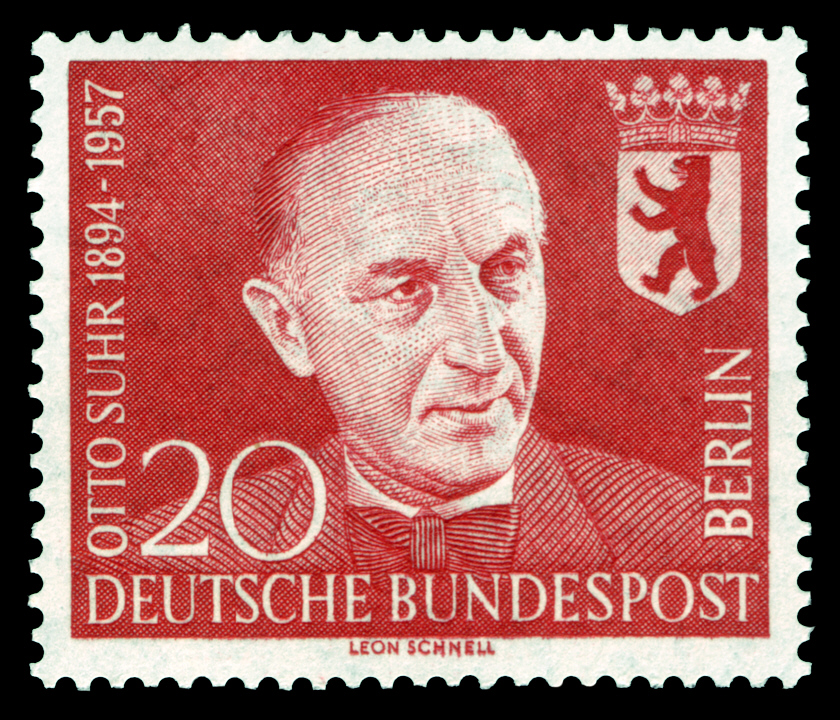
Briefmarke der Deutschen Bundespost Berlin (1958) zum ersten Todestag

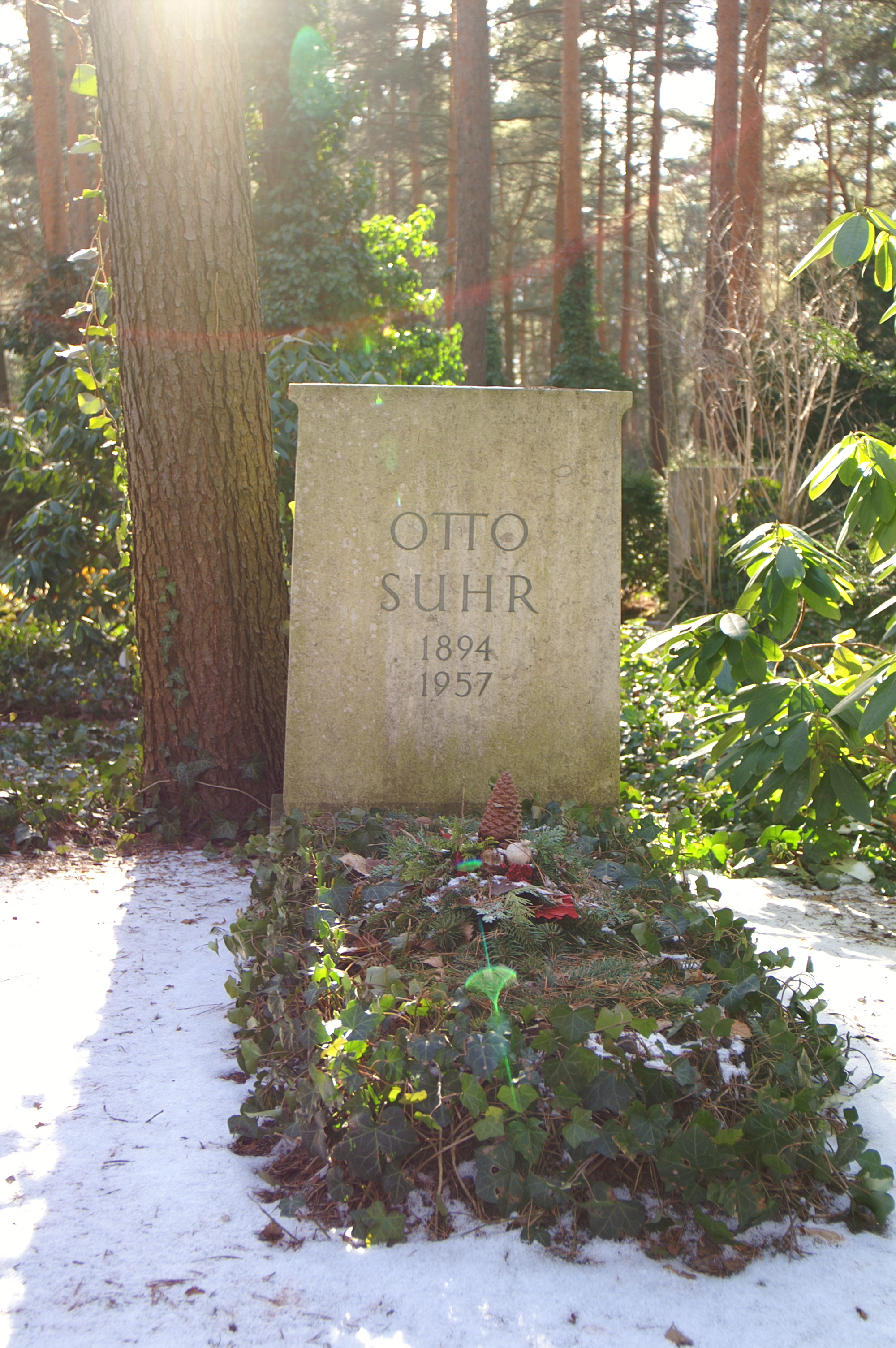
Ehrengrab Otto Suhrs auf dem Waldfriedhof Zehlendorf

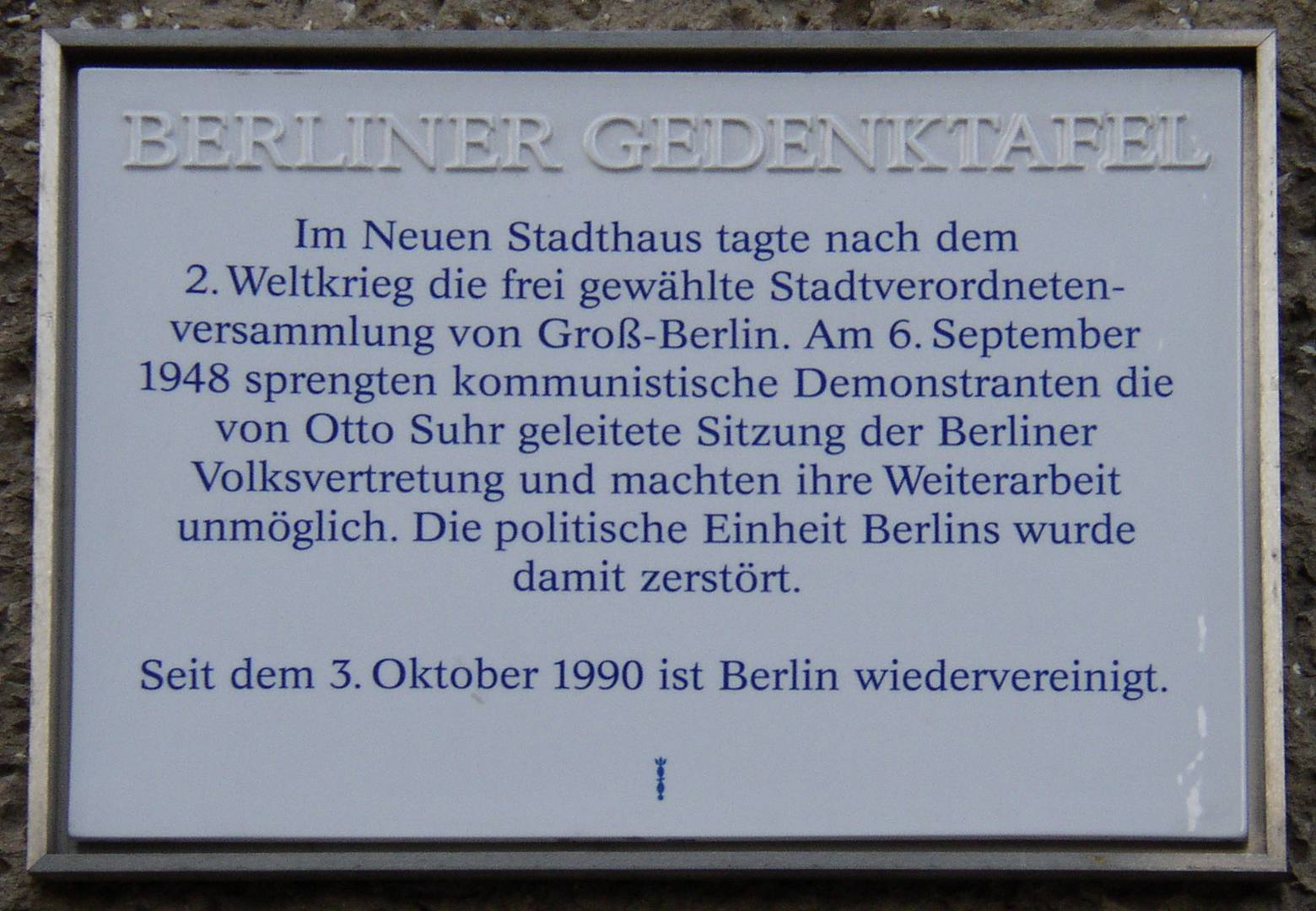
Berliner Gedenktafel in Berlin-Mitte, Parochialstraße 1–3

Im Alter von neun Jahren zog er mit seiner Familie nach Osnabrück, vier Jahre später nach Leipzig. 1914 begann er sein Studium in den Fächern Volkswirtschaft, Geschichte und Zeitungswissenschaft, das er wegen Teilnahme am Ersten Weltkrieg für fünf Jahre unterbrechen musste. Er war Leutnant der Reserve im Königlich-Sächsischen Reserve-Feld-Artillerie-Regiment Nr. 40 der sächsischen Armee und konnte sich als Artillerieverbindungsoffizier an der Ostfront auszeichnen. Während der Kerenski-Offensive konnte er unversehrt mit einer Meldung über die Sprengungen an seine Artilleriegruppe zurückkehren. Er wurde deshalb am 10. August 1917 mit dem Ritterkreuz des Militär-St.-Heinrichs-Ordens ausgezeichnet. 1922 war er mit 28 Jahren Arbeitersekretär beim Allgemeinen Deutschen Gewerkschaftsbund. Die Promotion erfolgte im darauffolgenden Jahr (1923) in Leipzig über Die berufsständische Verfassungsbewegung in Deutschland bis zur Revolution von 1848. Er war publizistisch tätig und war Dozent zu wirtschafts- und sozialpolitischen Themen an mehreren Volkshochschulen in Nordhessen und Thüringen.
Im November 1925 wechselte Suhr als Leiter der wirtschaftspolitischen Abteilung in die Zentrale des Allgemeinen freien Angestelltenbundes (AfA) nach Berlin, untersuchte die wirtschafts- und sozialpolitische Lage der Angestelltenschaft in der Weimarer Republik. In der Berliner Volkszeitung prognostizierte er Ende 1932 die Dauer einer damals drohenden NS-Herrschaft auf zwölf Jahre.
Von 1933 bis 1935 arbeitete Otto Suhr als Redakteur für die Berliner Wochenzeitschrift Blick in die Zeit sowie als freier Wirtschaftspublizist, u. a. für die Frankfurter Zeitung und das Magazin Deutscher Volkswirt. 1936 beauftragte er Andreas Gayk als seinen freien Mitarbeiter mit Rechercheaufgaben. Zu dieser Zeit wohnte Suhr in der Kreuznacher Straße 28 in Wilmersdorf.
Nach der Machtergreifung der Nationalsozialisten gehörte Suhr dem gewerkschaftlichen Untergrund und dem Widerstandskreis um Adolf Grimme an. Vor Kriegsbeginn forderte ihn die Reichsschrifttumskammer mehrmals auf, sich von seiner Ehefrau Susanne, die aus einem jüdischen Elternhaus stammte, zu trennen. Otto Suhr lehnte dies kategorisch ab, konnte dank Intervention der Frankfurter Zeitung weiterhin publizistisch arbeiten. Dennoch wurde er mehrmals von der Gestapo gesucht, aber konnte zeitweise untertauchen. Gegen 1944 sollte Suhr zur Organisation Todt eingezogen werden, und Ehefrau Susanne war von Deportation bedroht. Als ihm gegen Ende des Krieges die Verhaftung drohte, gelang ihm im letzten Augenblick die Flucht. Unterkunft fanden er und seine jüdische Ehefrau bei der Berliner Journalistin Herta Zerna, die mehrere jüdische Bürger vor dem Zugriff durch die Gestapo schützte.
Ende Mai 1945 leitete Otto Suhr eine wirtschaftspolitische Abteilung im Magistrat, engagierte sich für den Wiederaufbau der SPD und der Gewerkschaften in der Viersektorenstadt Berlin, wandte sich vehement gegen die Zwangsvereinigung von SPD und KPD zur SED; für die in den Westsektoren Berlins neu entstandene SPD wurde er ihr erster Generalsekretär und organisierte den ersten Wahlkampf der SPD 1946, den die Sozialdemokraten mit 48,7 Prozent der Stimmen gewannen. Als Vorsteher der Stadtverordnetenversammlung gab er das Amt des Generalsekretärs ab. Im neu gegründeten Freien Deutschen Gewerkschaftsbund FDGB kam es zum Streit zwischen Kommunisten und Sozialdemokraten, der 1948 zur Gründung der Unabhängigen Gewerkschaftsorganisation (UGO) in den Westsektoren führte, zu deren maßgeblichen Gründern auch Otto Suhr zählte.
Otto Suhr war verheiratet mit Susanne Suhr (1893–1989), geborene Pawel, und wohnte zuletzt in der Dahlemer Hüninger Straße 4. Er starb am 30. August 1957 in Berlin an Leukämie und wurde auf dem Waldfriedhof Zehlendorf in Berlin-Nikolassee beigesetzt. Die Grabstätte in der Abt. IX-W-374/375 gehört zu den Ehrengräbern des Landes Berlin.

## Abgeordneter
Seit 1946 war Suhr Mitglied und – bis 1951 – Vorsteher der Stadtverordnetenversammlung von Berlin. 1948/1949 gehörte er dem Parlamentarischen Rat an. 1949 wurde er als Berliner Vertreter Mitglied des Deutschen Bundestages, legte das Mandat aber am 31. Januar 1952 nieder. Von 1951 bis 1954 war er Präsident des Berliner Abgeordnetenhauses.

## Öffentliche Ämter
1948 war er als nicht stimmberechtigter Vertreter Berlins Teilnehmer des Verfassungskonvents auf Herrenchiemsee, der einen Verfassungsentwurf ausarbeiten sollte, der dem Parlamentarischen Rat als Grundlage dienen sollte. Die Arbeit des Konvents bildete somit das Fundament für das Grundgesetz. Er gehörte von 1949 bis 1952 dem Deutschen Bundestag an. Ein besonderes Anliegen war Suhr die Direktwahl der Berliner Abgeordneten zum Deutschen Bundestag, seine Bemühungen im Bundestag wie auch gegenüber den westlichen Alliierten blieben allerdings erfolglos, wurden erst nach der Wiedervereinigung 1990 Realität.
Von 1948 bis 1955 leitete Suhr als Direktor die Deutsche Hochschule für Politik, die im 1959 gegründeten Otto-Suhr-Institut für Politikwissenschaft der Freien Universität Berlin aufging. Von 1951 bis 1953 war Suhr Mitglied im Verwaltungsrat des Vereins Studentische Darlehnskasse e. V.
Bei den Wahlen zum Berliner Abgeordnetenhaus im Dezember 1954 war Suhr Spitzenkandidat der SPD, die eine knappe absolute Mehrheit der Mandate erringen konnte. Suhr bildete dessen ungeachtet eine Koalition mit der CDU und wurde im Januar 1955 zum Regierenden Bürgermeister von Berlin gewählt. Am 21. Juli 1957 wurde er turnusmäßig zum Bundesratspräsidenten gewählt, verstarb aber vor der Amtsübernahme, sodass Willy Brandt als sein Nachfolger im Amt des Regierenden Bürgermeisters auch dieses Amt übernahm.

## Ehrungen
Im Jahr 1954 erhielt Suhr das Großkreuz des Bundesverdienstkreuzes.
In Berlin sind neben dem Otto-Suhr-Institut seit 1957 die Otto-Suhr-Allee und die 1958 im West-Berliner Bezirk Wedding eröffnete Otto-Suhr-Bücherei in der Schönwalder Straße nach ihm benannt, die 1997 geschlossen wurde.
Außerdem sind die „Otto-Suhr-Straße“ in seiner Geburtsstadt Oldenburg und der „Otto-Suhr-Ring“ in Wiesbaden nach ihm benannt. In Bremen liegt die „Otto-Suhr-Straße“ im direkten Umfeld des Platzes und Einkaufszentrums „Berliner Freiheit“.
Die Volkshochschule Neukölln zu Berlin trägt den Namen Otto-Suhr-Volkshochschule.

## Schriften
- Die Organisationen der Unternehmer, 1924
- Die Welt der Wirtschaft vom Standort des Arbeiters, 1925
- Die Lebenshaltung der Angestellten, 1928
- Angestellte und Arbeiter. Wandlungen in Wirtschaft und Gesellschaft, et al., 1928
- Tarifverträge der Angestellten, 1931
- Eine Auswahl aus Reden und Schriften, 1967

Otto Suhr war 1946 bis 1950 gemeinsam mit Louise Schroeder Herausgeber der in Berlin erscheinenden Halbmonatsschrift Das sozialistische Jahrhundert (Auflage: 20.000, während der Blockade 10.000 Stück).